# Neodiostrombus excavata
Neodiostrombus excavata är en insektsart som beskrevs av Van Stalle 1990. Neodiostrombus excavata ingår i släktet Neodiostrombus och familjen Derbidae. Inga underarter finns listade i Catalogue of Life.